# Chrysotoxum similifestivum
Chrysotoxum similifestivum är en tvåvingeart som beskrevs av Huo och Ren 2007. Chrysotoxum similifestivum ingår i släktet getingblomflugor, och familjen blomflugor. Inga underarter finns listade i Catalogue of Life.